# Wendel Dietterlin

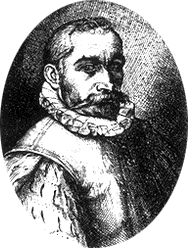
Wendel Dietterlin

Wendel Dietterlin, född omkring 1550 i Pfullendorf vid Bodensee, död 1599 i Strassburg, var en tysk arkitekt och målare.
Dietterlin byggde troligen Hotel de Commerce i Strassburg, men han förknippas främst med sitt litterära huvudarbete, Architectura, von Austeilung, Symmetrie und Proportion der Seulen (I-II, 1593-94, andra upplagan 1598), i vilket han framstår som en banbrytare för den tyska barocken. Hans överlastade och ibland outförbara, men rika och fantasifulla kompositioner saknar förvisso den utvecklade broskornamentiken men är i övrigt helt i barockstil.